# Iglesia de Irlanda
La Iglesia de Irlanda (en inglés, Church of Ireland; en irlandés, Eaglais na hÉireann) es una provincia autónoma de la Comunión anglicana, extendida fundamentalmente a lo largo de la frontera entre la República de Irlanda e Irlanda del Norte. Es la segunda Iglesia cristiana más grande de Irlanda (tras la Iglesia católica) y la tercera en Irlanda del Norte, tras la Iglesia presbiteriana de Irlanda.
Tiene unos 390 000 miembros: 275 000 en Irlanda del Norte (7 % de la población) y 115 000 en la República de Irlanda (5 % de la población).
Cuando la Iglesia de Inglaterra rompió su comunión con la Iglesia de Roma, la Iglesia de Irlanda (hasta ese momento vinculada también estrechamente al catolicismo) desarrolló su propia reforma independentista, encabezada por la mayoría de sus obispos. La Iglesia de Irlanda, con sus catedrales, iglesias y propiedades, conserva por ello la mayor parte de la herencia histórica del cristianismo medieval en la isla. No obstante, la Iglesia católica siguió siendo la Iglesia preferida de la gran mayoría del pueblo irlandés y del bajo clero, resistiendo incluso la imposición de la Iglesia de Irlanda como confesión estatal hasta 1869, cuando se produjo finalmente la separación entre esta Iglesia y el Estado.

## Historia
El cristianismo en Irlanda remonta sus orígenes hasta las misiones de San Patricio de Irlanda. La Iglesia por él fundada era una institución de carácter centrado en los monasterios, y con poca rigidez jerárquica. La temprana Iglesia celta de Irlanda tenía asimismo un calendario propio y usos particulares, sin embargo, se llegó a percibir paulatinamente parte plena de la Iglesia católica, manteniendo plena comunión con la Iglesia de Roma y sometiéndose luego al primado de su obispo. En 1166, basando sus acciones en la disputada bula papal "Laudabiliter", que le otorgaba señorío sobre Irlanda (en la práctica permiso para invadir la isla), el francés Enrique II de Inglaterra reclamó esos territorios, y en 1171 se hizo "Jefe Supremo" (Overlord) de Irlanda.
En 1536, su heredero, el monarca Enrique VIII de Inglaterra hizo que el Parlamento Irlandés lo declarara cabeza de la Iglesia de Irlanda (tal como había hecho con la Iglesia de Inglaterra). De esa manera, cuando la Iglesia de Inglaterra realizó, algunos años más tarde, reformas de tipo protestante bajo el mandato del rey Eduardo VI de Inglaterra también lo hizo la Iglesia de Irlanda.
Todos los obispos irlandeses, excepto dos, aceptaron las reformas religiosas, especialmente las impulsadas por Isabel I y se conservó por lo tanto la continuidad episcopal histórica (Sucesión apostólica) diferenciándose así de la sucesión en la Iglesia de Inglaterra, especialmente tras las dudas levantadas (entre los defensores de esta doctrina) por la consagración de Matthew Parker como Arzobispo de Canterbury.
La Iglesia de Irlanda experimentó un período de doctrina calvinista incluso más radicalizado que el de Inglaterra. James Ussher (más adelante Arzobispo de Armagh) fue autor de los Artículos irlandeses, adoptados en 1615. Sin embargo, en 1634, la "Convocatoria irlandesa" (Irish Convocation) adoptó los Treinta y nueve artículos de religión (los mismos de la Iglesia de Inglaterra) junto a los artículos irlandeses. Al parecer, tras la restauración de 1660, los Treinta y nueve artículos tomaron precedencia, y siguieron siendo la doctrina oficial de la Iglesia de Irlanda incluso después de su separación del estado.
La reformada Iglesia de Irlanda decidió emprender la primera publicación de las Sagradas Escrituras en lengua irlandesa, para ello, recurrió a la primera traducción del Nuevo Testamento al irlandés, que había sido iniciada por Nicholas Walsh, obispo de Ossory (trabajó en ella hasta su muerte, en 1585), el trabajo fue continuado por Juan Kearny, su asistente, y por el Dr. Nehemiah Donellan, arzobispo de Tuam, y finalmente terminado por William O'Domhnuill (William Daniell, arzobispo de Tuam en sucesión de Donellan). El trabajo de estos hombres fue impreso en 1602. Por otro lado, la traducción del Antiguo Testamento fue emprendida por William Bedell (1571–1642), obispo de Kilmore, quien terminó su traducción bajo el reinado de Carlos el Primero, no obstante, no fue publicada sino hasta 1680, en una versión revisada por Narcissus Marsh (1638–1713), arzobispo de Dublín. William Bedell inició también una traducción del Libro de Oración Común en 1606. Posteriormente, una traducción irlandesa del Libro de Oración de 1662 fue revisada por John Richardson (1664–1747) y publicada en 1712.
Sin embargo, el retraso en proveer liturgia y doctrina bíblica en irlandés a la mayoría de la población, causó un distanciamiento entre una minoría de habla inglesa que adhirió sin problemas a la reforma de la Iglesia o al presbiterianismo y una amplia mayoría de habla irlandesa, que siguió siendo fiel a la liturgia latina de la Iglesia católica que continuó siendo por ello (entre otras causas) la denominación mayoritaria en Irlanda.
Tal como antes de la llegada de la Reforma a Irlanda, algunos clérigos de la Iglesia de Irlanda se sentaban como "Señores Espirituales" (Lords Spiritual) en la Cámara irlandesa de los Señores (Irish House of Lords). Bajo las disposiciones legales del Acta de Unión (1800) (Act of Union 1800), un arzobispo y tres obispos serían elegidos por rotación para ser "Lords Spiritual" en la renovada Cámara de los Lores del Reino Unido de Gran Bretaña e Irlanda, en Westminster, sumándose a los dos arzobispos (Canterbury y York) y veinticuatro obispos de la Iglesia de Inglaterra.
En 1833 el gobierno británico propuso la "Medida de la Iglesia irlandesa" para reducir el número de 22 arzobispos y obispos que supervisaban a la minoría anglicana en Irlanda a un total de 12, fundiendo sus jurisdicciones y reutilizando el ahorro financiero que eso significaba en beneficio de las parroquias locales. Estas medidas gubernamentales fueron la chispa que detonó la aparición del Movimiento de Oxford, hasta ahora, el movimiento de más amplias repercusiones en la Comunión anglicana. Sin embargo la confesión de una minoría de los irlandeses, siguió siendo la Iglesia oficial de Irlanda, hasta su separación legal en 1869, por un acto del parlamento que entró en efecto en 1871.
Hasta este momento de su historia, la Iglesia de Irlanda se había estado manteniendo financieramente gracias a los "tithes" (término derivado del antiguo idioma inglés para "diezmo"). Los "Tithes" (diezmos) eran de hecho un impuesto que debían pagar todos los ciudadanos irlandeses, tanto aquellos que adherían a la Iglesia de Irlanda, como asimismo los creyentes de otras confesiones religiosas. Con el paso del tiempo se hizo cada vez más notorio que solamente una pequeña minoría de la población pertenecía a la iglesia oficial de Irlanda, por lo tanto, la recaudación de los "tithes" fue resistida cada vez con mayor violencia, especialmente por parte de la mayoría católica entre los años 1831 y 1836, episodio que se llegó a conocer como la guerra del Tithe (Thite War). Junto con la separación de la iglesia y el estado, los "tithes" fueron suprimidos. Para ocuparse de su nueva situación financiera, el gobierno sinodal de la Iglesia de Irlanda (en su Sínodo General de 1870) dispuso la creación de una administración financiera autónoma, un cuerpo representativo de la iglesia (Representative Church Body). Del mismo modo, se dispuso el término de la representación de la Iglesia de Irlanda en la Cámara de los Lores.
Tal como otras Iglesias irlandesas, la Iglesia de Irlanda no se dividió tras la guerra anglo-irlandesa y la Partición de Irlanda (1920), y continuó siendo gobernada como una iglesia para toda la isla, con doce diócesis organizadas en dos provincias (Armagh y Dublín).

## La Iglesia moderna

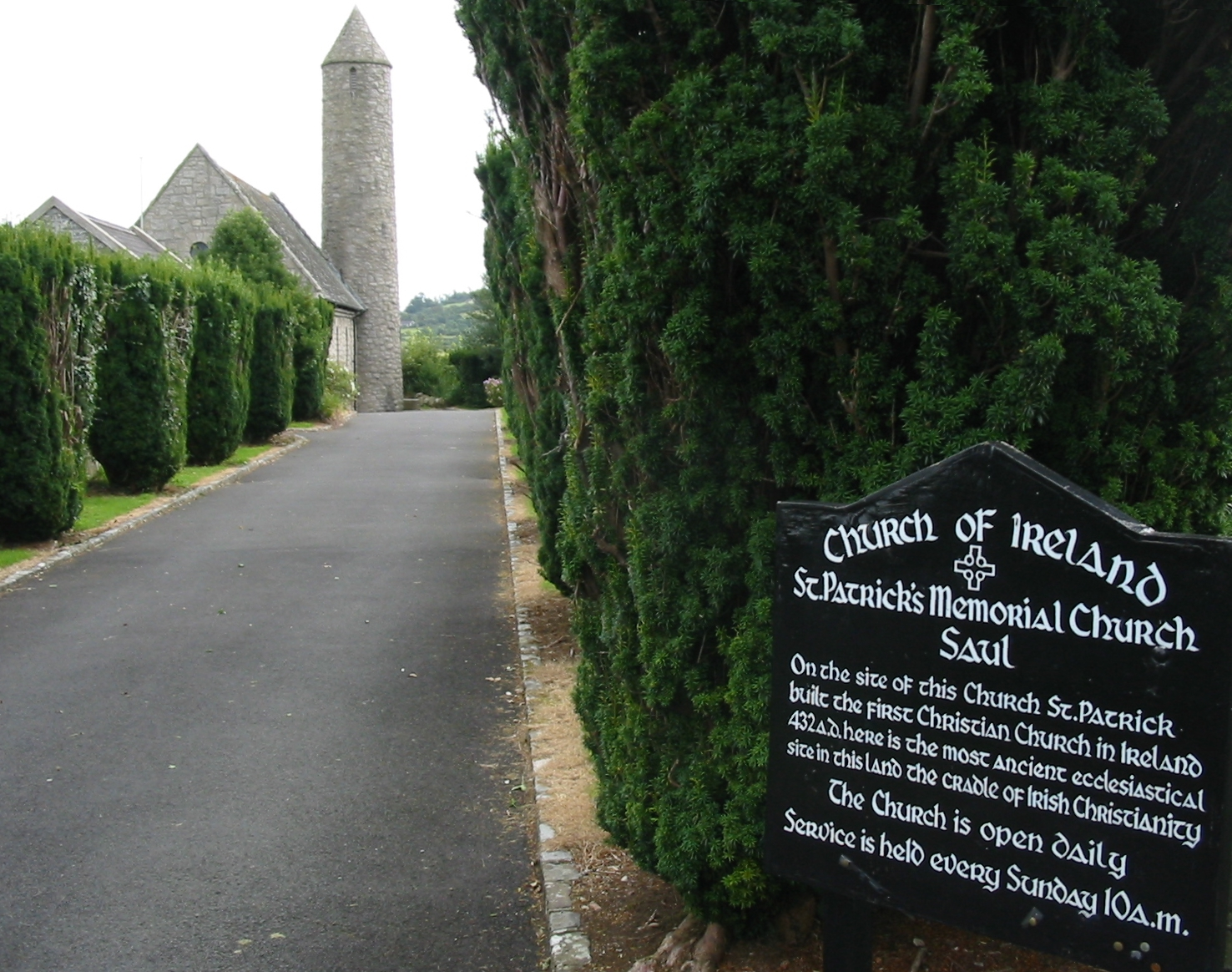
Iglesia de Saul, reproducción moderna de la primera iglesia de San Patricio en Irlanda, con su característica Torre redonda irlandesa. (El cartel de entrada incluye el emblema oficial de la Iglesia de Irlanda).

La contemporánea Iglesia de Irlanda, no obstante tiene un buen número de parroquias adheridas a la High Church anglicana, descrita a menudo como corriente del anglo-catolicismo, como es habitualmente clasificada (dentro del mundo anglicano) en el extremo más protestante de su espectro. Históricamente, la vida eclesiástica (doctrina y liturgia) de sus parroquias ha presentado pocas diferencias con respecto al devenir característico de ellas en otras provincias anglicanas, sin embargo, en décadas recientes, un importante número de parroquias ha preferido definirse como liberal, anglo-católica o evangélica. Al respecto, es interesante señalar que la Iglesia de Irlanda fue la segunda provincia de la Comunión Anglicana después de la Iglesia anglicana en Aotearoa, Nueva Zelandia y Polinesia en adoptar, tras su separación del estado (1871) el Gobierno sinodal. Fue además también una de las primeras provincias en aceptar la ordenación sacerdotal de mujeres (1991). La Iglesia de Irlanda es igualmente miembro fundador de la Comunión de Porvoo.
Por otro lado, la Iglesia conserva una estructura tradicional de épocas pre-Reforma, un sistema parroquial geográficamente organizado en diócesis. Hay doce de estas diócesis, cada una dirigida por un obispo. Los cinco obispos meridionales son encabezados por el Arzobispo de Dublín, y los siete septentrionales por el Arzobispo de Armagh, el primero es además Primado de Irlanda y el segundo Primado de Toda Irlanda respectivamente. Se respeta al arzobispo de Armagh como líder general y portavoz de la Iglesia, pero es el Arzobispo de Dublín quien representa a la Iglesia de Irlanda ante la Comunión anglicana.
El derecho canónico y la política eclesial son decididos por el Sínodo General de la iglesia, y los cambios en las políticas deben ser aprobados por la Cámara de los Obispos (House of Bishops) y la Cámara de Representantes (clero y laicos). Los cambios importantes, por ejemplo la decisión de ordenar mujeres al sacerdocio, deben obtener una mayoría de al menos dos tercios. Mientras en la Cámara de Representantes el voto es siempre público, a menudo alineado en parcialidades, la Cámara de los Obispos tiende a votar privadamente, llegando a acuerdos antes de que los asuntos sean votados. Esta práctica ha sido rota solo en una ocasión, cuando en 1999, la Casa de los Obispos votó unánimemente en público a favor del Arzobispo de Armagh, de la diócesis de Armagh y de la Comisión Permanente del Sínodo General de la Iglesia de Irlanda, en sus esfuerzos por resolver la crisis en la Iglesia de la Ascensión en Drumcree, cerca de Portadown.
La Iglesia de Irlanda experimentó un importante declive en la participación y asistencia a sus servicios religiosos durante el siglo XX, tanto en Irlanda del Norte, donde viven cerca del 75% de sus miembros, como en la República de Irlanda. Sin embargo, censos recientes muestran un inesperado incremento en la membresía de la Iglesia a inicios del siglo XXI. Esto se podría explicar en parte por el gran número de inmigrantes anglicanos que se han trasladado a Irlanda en años recientes, particularmente desde excolonias del Imperio británico en África;[cita requerida] Existen asimismo algunos clérigos ordenados originalmente por la Iglesia católica que se han adherido ahora al clero de la Iglesia de Irlanda.
La Iglesia tiene dos catedrales en Dublín: Dentro de las paredes de la ciudad vieja está la "Christ Church Cathedral", sede episcopal del Arzobispo de Dublín, y fuera de esas paredes se encuentra la "St. Patrick's Cathedral", que es también la Catedral Nacional para Irlanda (National Cathedral for Ireland). Funciona también en las cercanías de Dublín el seminario más importante de la Iglesia de Irlanda, el Church of Ireland Theological College.[cita requerida]

## Asuntos Sociales
En cuanto a asuntos sociales, la Iglesia de Irlanda toma una postura liberal o moderada. Desde el año 2013, la iglesia ha consagrado mujeres obispas y la primera obispa de Irlanda es la Rev. Pat Storey de la diócesis de Meath y Kildare. También, como toda la Comunión Anglicana, la Iglesia de Irlanda se ha encontrado en un debate sobre la sexualidad humana. El 2002, la cuestión de la homosexualidad se presentó en la iglesia irlandesa cuando un vicario ofreció una bendición para una pareja lesbiana. Desde entonces, la iglesia ha debatido los méritos de las relaciones homosexuales y tradicionalistas conservadores han resistido a los liberales. El 2011, durante el proceso de discusión sobre la cuestión de la sexualidad, un vicario gay anunció que había entrado en una unión civil con su pareja y la unión fue celebrada por su congregación. El 2015, antes el voto para legalizar el matrimonio entre personas del mismo sexo, dos arzobispos anteriores y dos obispos actuales de la Iglesia de Irlanda declararon su apoyo para el voto en favor del matrimonio igualitario. Después de que el matrimonio entre personas del mismo sexo fue legalizado en Irlanda, el Church of Ireland Gazette, a pesar de que es "independiente editoriamente de la denominación", declaró su apoyo para un rito de bendición para las parejas homosexuales en la iglesia.

## Diócesis de la Iglesia de Irlanda
Bajo la provincia arzobispal de Armagh (antiguamente United Province of Armagh and Tuam):
- Armagh
- Clogher
- Connor
- Derry y Raphoe
- Down y Dromore
- Kilmore, Elphin y Ardagh
- Tuam, Killala y Archonry

Bajo la provincia arzobispal de Dublín (antaño United Province of Dublin and Cashel):
- Cashel, Waterford, Lismore, Ossory, Ferns y Leighlin (usualmente abreviado "Cashel y Ossory")
- Cork, Cloyne y Ross
- Dublin y Glendalough
- Limerick, Ardfert, Aghadoe, Killaloe, Kilfenora, Clonfert, Kilmacduagh y Emly (usualmente abreviado "Limerick, Killaloe y Ardfert)
- Meath y Kildare

## Anglicanos irlandeses
Algunos miembros de la Iglesia de Irlanda reconocidos públicamente:
- Samuel Beckett, dramaturgo laureado con el Premio Nobel de Literatura en 1969
- George Berkeley, filósofo
- Edmund Burke, político y filósofo
- Edward Carson, dirigente de los Unionistas irlandeses, político, abogado y juez
- Roger Casement, dirigente republicano irlandés (Nacionalismo irlandés), diplomático
- Erskine Hamilton Childers, cuarto Presidente de Irlanda
- Robert Emmet, dirigente republicano irlandés
- Arthur Guinness, cervecero, fundador de la cerveza Guinness
- Paul Hewson (Bono), vocalista y líder de la banda irlandesa de Rock U2
- Douglas Hyde, primer Presidente de Irlanda
- Jennifer Johnston, galardonada novelista
- C. S. Lewis escritor y erudito irlandés autor de Las Crónicas de Narnia (en realidad, miembro activo de la Iglesia de Inglaterra)
- Louis MacNeice, Poeta
- Van Morrison, cantante
- Seán O'Casey, dramaturgo
- Charles Stewart Parnell, dirigente del Nacionalismo irlandés
- Richard Brinsley Sheridan, dramaturgo
- Bram Stoker, escritor, célebre por ser creador de Drácula
- Jonathan Swift, escritor, famoso por Los viajes de Gulliver
- James Ussher, erudito y obispo
- Oscar Wilde, escritor y dramaturgo, se convirtió al catolicismo en su lecho de muerte
- William Butler Yeats, poeta y Premio Nobel de Literatura en 1923